# Дибровка (Сумская область)
Дибровка (укр. Дібрівка) — село,
Вовнянский сельский совет,
Шосткинский район,
Сумская область,
Украина.
Код КОАТУУ — 5925380802. Население по переписи 2001 года составляло 283 человека.

## Географическое положение
Село Дибровка находится на левом берегу реки Бычиха,
выше по течению на расстоянии в 3,5 км расположено село Калиновец,
ниже по течению на расстоянии в 6 км расположено село Глазовое.
На расстоянии в 1 км расположено село Вовна.
На реке большая запруда.
Через село проходит автомобильная дорога Т-1908.